# Euritánie
Euritánie (novořecky: Ευρυτανία) je moderní řecká regionální jednotka, nacházející se v západní horské krajině kraje Střední Řecko. Má rozlohu 1868 km². V roce 2011 v Euritánii žilo 20 081 obyvatel. Hlavním městem je Karpenisi.
Nejvyšší horou je Timfristos (2315 m n. m.). Přírodní podmínky jsou vhodné pro provozování zimních sportů, z čehož těží turistický ruch. Hlavními řekami jsou Achelóos a Tavropos. Nachází se zde největší řecké přehradní jezero Kremasta. 
Ve starověku zde žil kmen Euritanů, který odvozoval svůj původ od Apollónova vnuka Euryta. Nepřístupná oblast Agrafa si udržela samosprávu i v době osmanské nadvlády nad Řeckem (název Agrafa znamená „nezapsaná“, protože zdejší obyvatelé nebyli zaneseni v seznamech daňových poplatníků). Svéráznou etnickou skupinou v horských oblastech jsou Sarakacani.

## Správní členění
Regionální jednotka Euritánie se od 1. ledna 2011 člení na 2 obce:

Obce v regionální jednotce Euritánii

| číslo na mapce | Obec      | řecky             | rozloha (km²) | počet obyvatel | hustota zalidnění | sídlo obce  |
| -------------- | --------- | ----------------- | ------------- | -------------- | ----------------- | ----------- |
| 1              | Agrafa    | Δήμος Αγράφων     | 924,08        | 6 976          | 7,55              | Kerasochori |
| 2              | Karpenisi | Δήμος Καρπενησίου | 954,21        | 13 105         | 13,73             | Karpenisi   |